# Países Baixos no Festival Eurovisão da Canção 2010
Os Países Baixos foram o primeiro país a confirmar a sua presença no Festival Eurovisão da Canção 2010, a 25 de Janeiro de 2009, e ao mesmo tempo confirmou a sua participação para a edição de 2011 e de 2012. Com esta participação, os Países Baixos realizam a sua quinquagésima primeira participação no Festival Eurovisão da Canção. Para eleger o seu representante, os Países Baixos deverão utilizar o seu já velho Nationaal Songfestival, visto sempre o terem utilizado desde a sua primeira participação em 1956 (primeira edição do Festival Eurovisão da Canção). No último ano, em 2009, os Países Baixos consegiram alcançar o 17º lugar na segunda semi-final (entre 19), com 11 votos.
| Artista         | Canção                         |
| --------------- | ------------------------------ |
| Sieneke         | "Ik ben verliefd (sha-la-lie)" |
| Vinzzent        | "Ik ben verliefd (sha-la-lie)" |
| Marlous Oosting | "Ik ben verliefd (sha-la-lie)" |
| Peggy Mays      | "Ik ben verliefd (sha-la-lie)" |
| LOEKZ           | "Ik ben verliefd (sha-la-lie)" |